# Jester Hairston
Jester Joseph Hairston (ur. 9 lipca 1901 w Belews Creek, zm. 18 stycznia 2000 w Los Angeles) – amerykański aktor, kompozytor, aranżer i dyrygent chóralny.

## Filmografia
seriale
- 1953: You Are There jako Thornton
- 1955: Strzały w Dodge City jako Wellington
- 1962: Wirgińczyk jako Gar
- 1989: Family Matters jako William

film
- 1941: Sundown jako Tubylec
- 1953: Gypsy Colt jako Carl
- 1967: W upalną noc jako Lokaj
- 1999: Być jak John Malkovich jako przyjaciel Lestera

## Wyróżnienia
Posiada swoją gwiazdę na Hollywoodzkiej Alei Gwiazd.